# Acanthochitona angelica
Acanthochitona angelica är en blötdjursart som beskrevs av Dall 1919. Acanthochitona angelica ingår i släktet Acanthochitona och familjen Acanthochitonidae. Inga underarter finns listade i Catalogue of Life.